# Fernand Picard
Fernand Picard (Chennevières-sur-Marne, 26 febbraio 1906 – Montfort-l'Amaury, 21 novembre 1993) è stato un progettista francese noto per aver ideato, presso la Renault, modelli storicamente importanti come la Renault 4CV e la Renault Dauphine.

## Biografia
Fernand Picard si diplomò nel 1927 alla Scuola Superiore delle Arti e dei Mestieri di Lilla. Fu quindi assunto presso la Delage come disegnatore all'ufficio progettazioni attrezzature, prima di entrare alla Renault nel 1935. Fu ingegnere presso la divisione di prove speciali, dove si occupò della messa a punto dei motori e dei collaudi dei nuovi modelli. Risolvendo un problema relativo ad un motore diesel da 300 CV, vide la propria carriera decollare. Nel giugno 1940, Louis Renault in persona lo promosse come direttore tecnico aggiunto all'interno del reparto motori automobilistici. Durante la Seconda Guerra Mondiale partecipò al progetto segreto che avrebbe dato i natali alla Renault 4CV: il motore della piccola vettura fu pronto nel 1942 e l'anno seguente cominciò ad essere collaudato. 
Nel 1946, Picard fu promosso Direttore Tecnico Generale della neonata Régie Nationale des Usines Renault e nel maggio 1951 passò al vertice della divisione Progetto e Ricerca. Fu in questo periodo che Picard concepirà la nuova Dauphine, un prototipo provvisorio della quale sarà sottoposto nel 1953  ad un test su strada da parte dello stesso progettista, che la guiderà per 2.200 km entrando in territorio spagnolo per poi tornare al quartier generale di Billancourt. 
Intanto, nel 1951, aveva cominciato un progetto relativo ad un motore diesel da ben 1.000 CV. Il progetto, portato avanti in collaborazione con la SNCF, prevedeva l'applicazione di questo motore su di una locomotiva a gasolio. Tale motore verrà testato con successo sulla linea Parigi-Granville.
Sempre in quel periodo (siamo ancora nella prima metà degli anni '50), il patron Pierre Lefaucheux gli commissionò la progettazione e lo sviluppo di una vettura sportiva da record assieme ad Albert Lory. Il risultato fu la Renault Étoile Filante, una vettura equipaggiata con un motore a turbina da 270 CV che nel 1956 stabilì il record mondiale di velocità raggiungendo una punta massima di 308,85 km/h sulla piana salata di Bonneville.
Nel 1966 Fernand Picard fu nominato Direttore del Consiglio di Amministrazione a fianco del nuovo patron della Renault, Pierre Dreyfus. Picard andrà in pensione nel 1969 e nel 1976 pubblicherà un'opera sulla storia della Renault fra il 1935 ed il 1975: L'épopée de Renault.

## Riconoscimenti
- Premio Nessim-Habif (1988)